# Internationale Luchthaven Oostende-Brugge
Luchthaven Oostende-Brugge (ICAO: EBOS, IATA: OST) is een luchthaven in België, gelegen op het grondgebied van de stad Oostende en op circa 25 km van het centrum van Brugge. De luchthaven wordt geëxploiteerd door het Vlaams Gewest. TUI fly is de grootste operator op de luchthaven.
Het verkeer bestaat in hoofdzaak uit goederentransport, met vaste verbindingen naar Egypte, Libië, Centraal-Afrika, Midden-Oosten, Zuid-Afrika en nog verschillende andere bestemmingen.
Het reizigersverkeer bestaat voor meer dan de helft uit chartervluchten georganiseerd door touroperators. Meer en meer toeristen verkiezen deze luchthaven wegens de vlotte afhandeling. Verder wordt deze luchthaven ook veel gebruikt door kleine zakenvliegtuigen.

## Geschiedenis
Reeds tijdens de Eerste Wereldoorlog werd een weiland te Stene als start- en landingsveld gebruikt voor militaire vliegtuigen.
Op 23 mei 1923 werd de Belgische luchtvaartmaatschappij SABENA opgericht. Diezelfde namiddag maakte een "De Havilland DH9", een eenmotorige tweedekker van het pas gecreëerde SABENA, een tussenlanding op haar vlucht over het Kanaal. Het was de eerste regelmatige postdienst tussen Brussel en Londen. Meteen was die eerste verbinding met Engeland gestart. In de loop der jaren zou Oostende-Stene vlug uitgroeien tot een volwaardige luchthaven.
Van 1936 af zag de toenmalige directie dat het weilandje te Stene weldra te klein zou zijn en werd uitgekeken naar een uitgestrekter gebied. Men vond dit op het grondgebied van de gemeente Middelkerke, vijf kilometer ten zuidwesten van Oostende. Het waren de Duitsers die de verkeersplannen ontwikkelden en het vliegveld verhuisden naar het toenmalige Raversijde-Middelkerke. Het vliegveld speelde daarna een rol in de luchtoorlog met Engeland.
Na de Tweede Wereldoorlog werd het vliegveld van Raversijde-Middelkerke door de inmiddels opgerichte Regie der Luchtwegen uitgerust tot een internationale luchthaven. Op 15 juni 1947 werd er door SABENA een geregelde luchtlijn voor de zomer geopend, namelijk de lijn Het Zoute-Oostende-Lymphe waarop werd gevlogen met een DC-3. In 1947 werden er te Oostende-Middelkerke 4533 passagiers vervoerd.
Tot in 1968 deden een verbouwde boerderij en enkele aangebouwde barakken dienst als luchthavengebouw. In de jaren zestig waren deze installaties de stille getuigen van een intens luchtverkeer met Engeland. In 1964 vlogen niet minder dan 468.000 passagiers via Oostende-Middelkerke. Een cijfer dat tot op vandaag nooit meer werd behaald.
Na verschillende jaren van voorstudie werd in 1963 een aanvang genomen met de grootscheepse werken. Vijf jaar later, in aanwezigheid van Koning Boudewijn en van de toenmalige minister van verkeer, de heer Alfred Bertrand, werd op 4 april 1968 dit luchthavencomplex officieel in gebruik genomen. Het volledige project had ongeveer een half miljard Belgische franken gekost. Het luchthavencomplex, dat inmiddels door gemeentelijke fusies geheel op Oostends grondgebied is komen te liggen, is met een oppervlakte van 350 ha na Brussels Airport het grootste in Vlaanderen.
Voor de hedendaagse vliegtuigen was de start- en landingsbaan (runway) echter te kort geworden om op een economische manier vanaf Oostende te kunnen opereren. Begin augustus 1975 werd gestart met de verlenging van de runway (van 2.200 meter naar 3.200 meter) die volledig voltooid was op 1 juli 1976.
Tot 1 juni 2003 werd de Dienst Afzonderlijk Beheer Internationale Luchthaven Oostende-Brugge geleid door het hoofd van de Afdeling Personenvervoer en Luchthavens van de Vlaamse Gemeenschap. Op vrijdag 22 november 2002 wijzigde de Vlaamse Regering, na advies van de Raad van State, definitief het besluit van 8 juni 1994 betreffende het financieel beheer van de diensten met afzonderlijk beheer Luchthaven Oostende. Hierdoor werd de bevoegde minister gemachtigd om de procedure tot rekrutering en selectie van de Algemeen Directeurs op te starten. Na beslissing van de selectiecommissie, stelde de Vlaamse Regering op vrijdag 23 mei 2003 Gino Vanspauwen aan tot algemeen directeur van de Internationale Luchthaven Oostende-Brugge. Hij trad effectief in dienst op 1 juni 2003.
In 2006 werd de nieuwe inschepingsvloer gelegen langs de Torhoutsesteenweg in gebruik genomen. Dit gebeurde samen met de ingebruikname van de nieuwe 4000 m² grote vrachtloods voor de cargoluchtvaartmaatschappij MK Airlines, in aanwezigheid van Kris Peeters en Michael Kruger, de CEO van MK Airlines. Sinds het faillissement van MK Airlines in oktober 2010 dienen de nieuwe inschepingsvloer en vrachtloods geen nut meer. Het terrein langs de Torhoutsesteenweg is een economische flop geworden. Los van de activiteiten van MK Airlines en enkele chartervluchten is het potentieel van de inschepingsvloer nooit volledig benut geweest. Verder werd in 2006 begonnen aan de bouw van een nieuwe parking met een capaciteit van 250 parkeerplaatsen. Deze was nodig om de toenemende activiteit van luchtvaartmaatschappij Jetairfly op de luchthaven aan te kunnen. De parking werd voltooid in 2007.
Op 19 juli 2013 zette de Vlaamse Regering het licht op groen voor uitbating van de luchthaven door de Franse groep Egis. Deze zal behalve op de luchthaven van Oostende in Vlaanderen ook op de Internationale Luchthaven Antwerpen actief zijn. Egis heeft vanaf 2014 gedurende 25 jaar de rechten. Met deze overeenkomst kwam er een einde aan een lange tijd van onderhandelen over de privatisering van de luchthavens.
Op 29 maart 2014 werd bekendgemaakt dat de luchtvaartmaatschappij ANA Aviation hun activiteiten op de luchthaven stopzet en de luchthaven inruilt voor Liège Airport. De luchtvaartmaatschappij stond in voor ongeveer 50% van alle cargobewegingen op de luchthaven. Het vertrek zal ook gevolgen hebben voor afhandelaar Aviapartner. Reden voor het vertrek waren de beduidend hogere kosten voor vliegtuigbrandstof. Het vertrek is mogelijk een doorslaggevende factor voor de toekomst van de Oostendse luchthaven.
Op 7 maart 2019 kon de luchthaven een nieuwe luchtvaartmaatschappij verwelkomen. Pobeda Airlines is een Russische low-costmaatschappij die deel uitmaakt van de Aeroflot Group en verbindt de luchthaven 3 keer per week met Moskou.
Eind juni dat jaar, na minder dan vier maanden, werd plots beslist, door Pobeda Airlines, om de verbinding te schrappen naar Moskou. Een eventuele doorstart begin 2020 was een tijd een optie, maar deze realiseerde zich toch niet.

## Infrastructuur
De Internationale Luchthaven Oostende-Brugge beschikt over één verharde start- en landingsbaan (baan 08/26: 45 × 3200m). Er is een passagiersterminal die de luchthaven toelaat om tot 2 miljoen passagiers per jaar te ontvangen. Voor de terminal is er een parkeerterrein met plaats voor 750 auto's.
Daarnaast heeft de luchthaven verschillende voorzieningen voor vrachtvervoer, zoals een opslagloods van 10.500 m², koel- en vriesinstallaties voor de opslag van bederfelijke goederen en een stalling voor levende dieren.
De luchthaven is erkend als EU-grensinspectiepost voor de import en export van vlees, vis, paarden en levende dieren.

## Bereikbaarheid
De luchthaven is met de auto gemakkelijk te bereiken via de A10 en A18/E40.
Met het openbaar vervoer is de luchthaven te bereiken via het station van Oostende. Lijnbus 6 richting Raversijde van De Lijn rijdt naar de luchthaven. Ook de kusttram (lijn 0) heeft haltes relatief dicht bij het luchthavencomplex (haltes Ravelingen en Raversijde).

## Cijfers
Vanwege een beveiligingsprobleem met de MediaWiki Graph-software is het momenteel niet mogelijk deze grafiek weer te geven. Zodra de software is bijgewerkt zal de grafiek vanzelf weer zichtbaar worden.
|                 | 2022    | 2021    | 2020    | 2019    | 2018    | 2017    | 2016    | 2015    | 2014    | 2013    | 2012    | 2011    | 2010    | 2009    | 2008    | 2007    | 2006    | 2005    |
| --------------- | ------- | ------- | ------- | ------- | ------- | ------- | ------- | ------- | ------- | ------- | ------- | ------- | ------- | ------- | ------- | ------- | ------- | ------- |
| Vracht (in ton) | 51 191  | 62 056  | 52 659  | 24 757  | 27 719  | 23 369  | 22 224  | 16 842  | 24 885  | 46 485  | 53 166  | 57 381  | 64 041  | 74 148  | 82 820  | 108 953 | 98 525  | 108 260 |
| Passagiers      | 369 363 | 221 161 | 111 499 | 457 423 | 419 865 | 365 345 | 434 970 | 276 027 | 253 044 | 247 669 | 232 651 | 232 682 | 213 638 | 192 776 | 199 958 | 180 063 | 146 355 | 126 144 |
| Bewegingen      | 24 596  | 23 872  | 18 745  | 25 461  | 24 374  | 22 708  | 24 183  | 26 412  | 27 378  | 25 674  | 28 689  | 37 555  | 37 875  | 37 356  | 33 298  | 27 632  | 26 850  | 25 132  |

In 2016 ontving de luchthaven zo'n 57,6% passagiers meer dan in 2015. In 2016 ontving de luchthaven de meeste passagiers doorheen de maand april. Deze stijging was mede te wijten aan de aanslagen op de luchthaven van Zaventem op 22 maart 2016. De vluchten van onder meer Jetairfly (nu TUI fly) werden tijdens die maand omgeleid naar Oostende.
Het jaar 2015 gaf een stijging van het aantal passagiers met +9,1% (+ 22 983 passagiers). In vergelijking met 2014, deze opmerkelijk stijging komt door de extra nieuwe routes die Jetairfly heeft geopend op de luchthaven. Namelijk naar Barcelona en Rome.
Het vrachtverkeer is wisselend: in 2007 (108.953 ton) steeg dit met 10,6% vergeleken met 2006 (98.525 ton). Echter, door de problemen die zich voordeden bij MK Airlines, het faillissement van Gemini Air Cargo en de sluiting van de luchthaven voor vrachtvliegtuigen gedurende een maand omwille van dringende werken, sloot de luchthaven 2008 af met 82.920 ton, een daling van 23,9%.
In 2009 daalde de vracht verder naar 74.148 ton een daling met 14,8%. Het jaar 2010 werd afgesloten met een totaal van 64.041 ton, een daling van 13,6% in vergelijking met 2009. Dit is te verklaren door het faillissement van de belangrijkste klant, MK Airlines, in het voorjaar van 2010. In 2011 daalde het vrachtverkeer nogmaals met 10,4% en in 2012 met 7,3%.
De dalende trend werd verder ingezet in 2013 met zo'n 12,6%.
Het jaar 2014 zorgde voor een enorme daling van het vrachtverkeer met zo'n -46,5%. Deze daling heeft te maken met het verlaten van ANA Aviation eind mei 2014. In de 2015 was er nog steeds een daling van het vrachtverkeer (- 32,3%).
Het aantal bewegingen in het jaar 2014 steeg t.o.v. het jaar 2013 maar in 2015 daalde het aantal beweging t.o.v. het jaar 2014. Echter is het aantal bewegingen in 2015 groter dan 2013, ondanks het wegvallen van ANA Aviation.
De luchthaven stelt circa 400 personen te werk.

## Incidenten en ongevallen
- Op 16 november 1937 verongelukte een Junkers Ju 52/3m vlak voor een tussenlanding in slechte weersomstandigheden tegen een schoorsteen van een steenbakkerij in Stene. Alle 11 passagiersleden en bemanning, onder andere de Duitse groothertog George Donatus van Hessen-Darmstadt en zijn familie, kwamen hierbij om het leven.
- Op 21 juli 1992 werd een Douglas DC-3C van Legend Air onherstelbaar beschadigd toen het tegen een Boeing 707 toestel (Z-WKV) werd geblazen tijdens een storm.
- Tijdens een vliegshow op 26 juli 1997 vond er een vliegtuigramp plaats toen een Jordaanse stuntpiloot van de Koninklijke Jordaanse luchtmacht er de controle van zijn Walter Extra EA300s verloor. Het toestel verongelukte aan het einde van de baan en vloog in brand dicht bij een tent van het Rode Kruis en het publiek. Er vielen 8 doden en 40 gewonden op de grond.
- Op 27 november 1997 moest een Boeing 707 een noodlanding uitvoeren nadat het neuswiel bij herhaalde pogingen niet kon uitgeklapt worden. Bij de buiklanding op een schuimlaag vielen geen gewonden en ook het vliegtuig liep hierbij amper schade op.
- Op 18 april 2001 schoof een Iljoesjin Il-76 bij een poging om de start te onderbreken 40 meter voorbij het einde van de landingsbaan nabij Middelkerke. Het vliegtuig zakte daarbij door zijn landingsgestel en de linkervleugel raakte daardoor de grond. Het toestel zou nooit meer vliegen en werd twee jaar later in Oostende verschroot.